# Leah Kirchmann

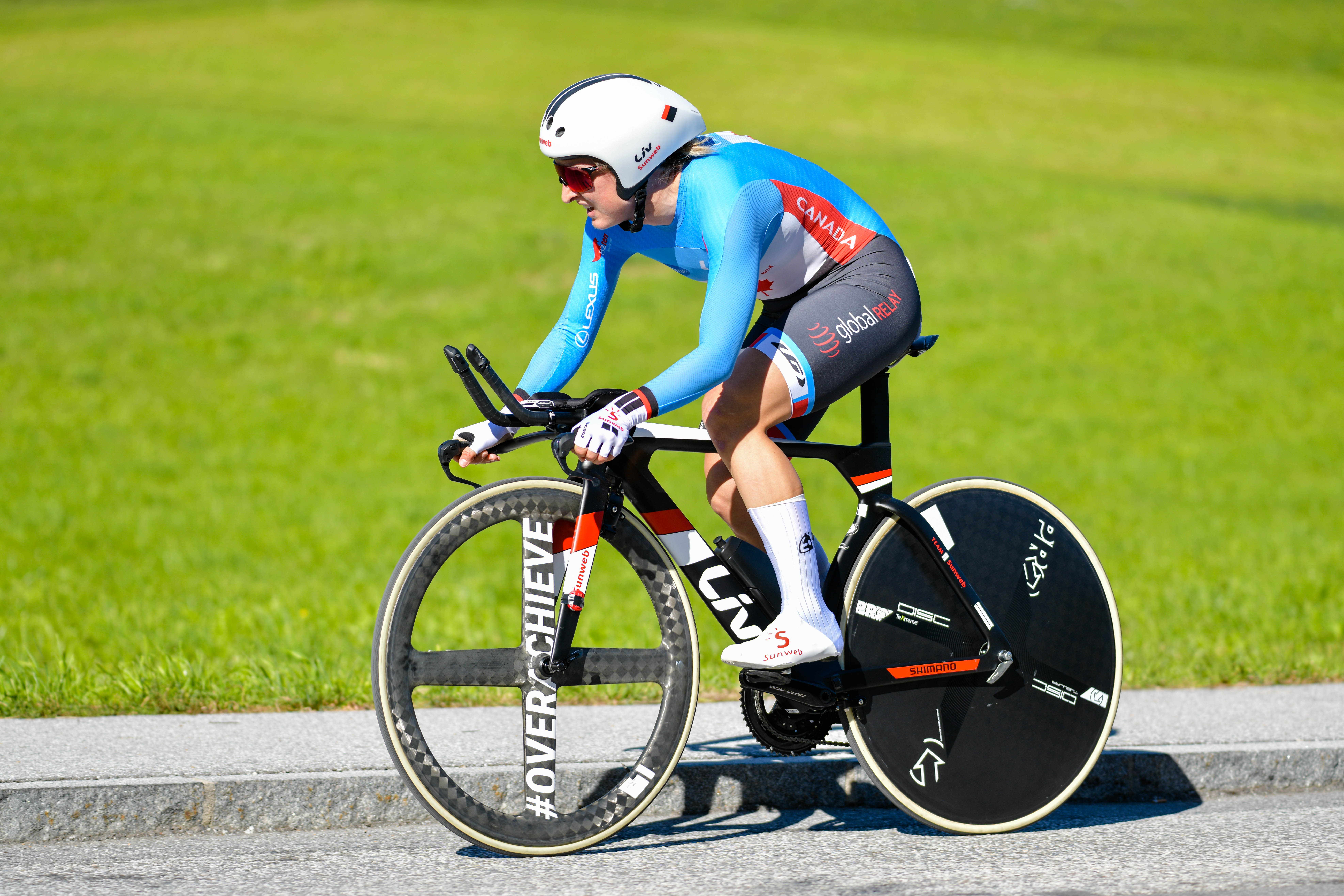
Kirchmann im Zeitfahren bei den UCI-Straßen-Weltmeisterschaften 2018 in Innsbruck

Leah Kirchmann (* 30. Juni 1990 in Winnipeg) ist eine kanadische Radrennfahrerin.

## Radsportlaufbahn
Im Alter von fünf Jahren begann Leah Kirchmann mit dem Skisport, mit 13 Jahren mit Mountainbikerennen. In den folgenden Jahren übte sie beide Sportarten aus, Skifahren im Winter sowie Radsport im Sommer. 2008 qualifizierte sie sich sowohl für die Junioren-Straßenweltmeisterschaften wie auch die -Moutainbikeweltmeisterschaften. Anschließend beschloss sie, sich auf Straßenradsport zu konzentrieren.
2011 erhielt Kirchmann ihren ersten Vertrag bei Colavita Forno D’Asolo, im Jahr darauf wechselte sie zum Team Optum, wo sie blieb, bis sie 2015 von Liv-Plantur verpflichtet wurde. 2012 belegte sie beim Straßenrennen der Panamerikameisterschaften Rang zwei; 2014 wurde sie kanadische Meisterin im Straßenrennen sowie im Einzelzeitfahren. Zudem wurde sie Dritte bei La Course by Le Tour de France.
2015 gewann Kirchmann bei der Kalifornien-Rundfahrt die 2. und 3. Etappe, die Punktewertung und wurde Zweite im Gesamtklassement. Zur Saison 2016 wechselte sie zur niederländischen Mannschaft Liv-Plantur. Sie gewann den Prolog des Giro d’Italia Femminile und nahm außerdem an den Olympischen Spielen 2016 in Rio teil. Sie beendete die Saison als Zweite des UCI Women's WorldTour Rankings.
2017 gewann sie das kanadische Eintagesrennen Grand Prix Cycliste de Gatineau. Im September wurde Kirchmann mit dem Team Sunweb Weltmeisterin im Mannschaftszeitfahren.
2018 wurde sie bei der ersten Austragung des Frauenrennens des Pfeils von Brabant Zweite. Kirchmann konnte außerdem zum wiederholten Male kanadische Einzelzeitfahrmeisterin werden und belegte den 5. Platz im Straßenrennen. Beim Giro d’Italia Femminile gewann sie das Mannschaftszeitfahren und übernahm für zwei Etappen das Rosa Trikot, zudem errang sie bei den Weltmeisterschaften Bronze im Mannschaftszeitfahren, im Einzelzeitfahren wurde Kirchmann Vierte und verpasste um zwei Sekunden Bronze.

## Berufliches und Privates
2013 schloss Leah Kirchmann ihr Studium von Public health nutrition an der Quest University in Squamish ab; später möchte sie auf diesem Gebiet beruflich tätig werden. Sie engagiert sich als Botschafterin der Organisation Fast and Female, die junge Frauen an Sport heranführen möchte.

## Erfolge
2012
- Panamerikameisterschaft – Straßenrennen

2014
- Kanadische Meisterin – Straßenrennen, Einzelzeitfahren

2015
- eine Etappe Joe Martin Stage Race
- zwei Etappen Kalifornien-Rundfahrt

2016
- Prolog Giro d’Italia Femminile
- Drentse 8

2017
- Weltmeisterin – Mannschaftszeitfahren
- Grand Prix cycliste de Gatineau

2018
- Kanadische Meisterin – Einzelzeitfahren
- Mannschaftszeitfahren Giro d’Italia Femminile
- Mannschaftszeitfahren Ladies Tour of Norway
- Mannschaftszeitfahren La Madrid Challenge by La Vuelta
- Weltmeisterschaft – Mannschaftszeitfahren

2019
- Grand Prix cycliste de Gatineau
- Kanadische Meisterin – Einzelzeitfahren

2020
- Punktewertung Santos Women’s Tour